# Hans-Ulrich Wehler
Hans-Ulrich Wehler (Freudenberg, 11 de setembro de 1931 – Bielefeld, 5 de julho de 2014) foi um historiador alemão, conhecido por ser um dos principais representantes da Escola de Bielefeld e por seus estudos sobre sociedade alemã dos séculos XIX e XX.
Wehler estudou história, sociologia e economia nas universidades de Colônia e Bonn. Durante a sua graduação, patrocinado por uma bolsa do Programa Fulbright, estudou também na Universidade do Ohio, em Athens. Doutorou-se em 1960, na Universidade de Colônia, sob a supervisão de Theodor Schieder, com um trabalho intitulado Social-democracia e o estado nacional (1840-1914) (Sozialdemokratie und Nationalstaat, 1840–1914).

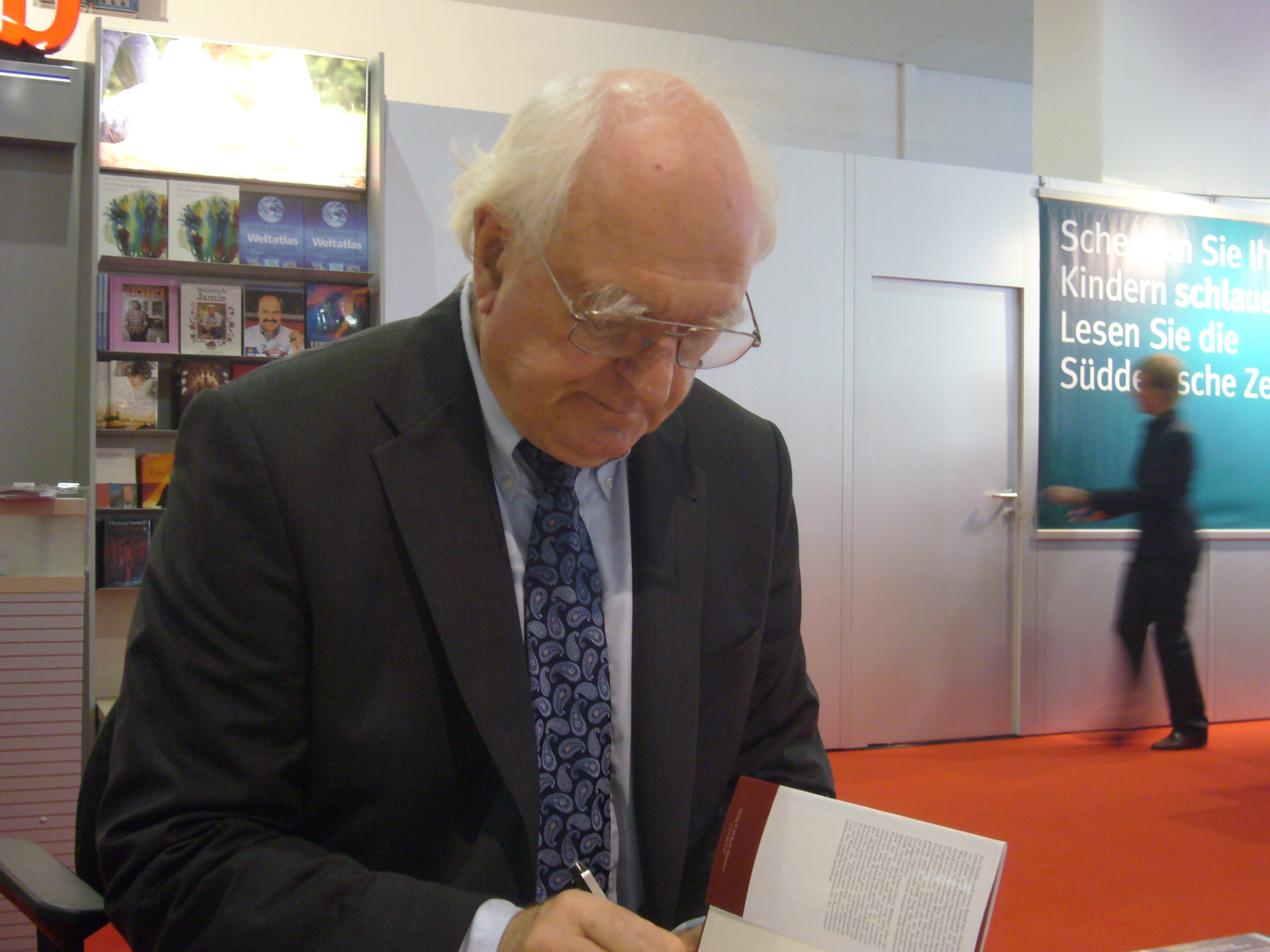
Hans-Ulrich Wehler autografa um de seus livros

De 1971 a 1996, foi o titular da cadeira de História geral na Universidade de Bielefeld, a qual havia sido criada pouco tempo antes, em 1969. Ao lado do seu antigo colega Jürgen Kocka, Wehler é um dos principais nomes associados à chamada Escola de Bielefeld, corrente historiográfica na Alemanha contemporânea, que defende o estudo da história que emprega métodos quantitativos e da ciência política, a partir da perspectiva de seu desenvolvimento social, e não por meio da ênfase nos líderes ou personalidades, característica de correntes convencionais, mas diferenciando-se também da abordagem mais antropológica da história cultural.
A sua maior obra é a História da sociedade alemã (Deutsche Gesellschaftsgeschichte), composta de cinco volumes, publicados entre 1987 e 2008: o primeiro cobre o período entre 1700 e 1815; o segundo compreende o período de 1815 a 1849; o terceiro aborda a história alemã do ano de 1849 a 1914; o quarto, de 1914 a 1949; o quinto e último vai de 1949 a 1990.
Apesar de ser considerado um especialista nos séculos XIX e XX, Wehler também tornou-se um pensador da história contemporânea, sendo crítico ao fundamentalismo islâmico, considerado por ele um principais males do século XIX.